# Touch (álbum de Eurythmics)
Touch é o terceiro álbum de estúdio do duo britânico de synthpop Eurythmics, lançado em 26 de novembro de 1983.

## Faixas
1. "Here Comes the Rain Again"   4:54
2. "Regrets"   4:43
3. "Right By Your Side"   4:05
4. "Cool Blue"   4:48
5. "Who's That Girl?"   4:46
6. "The First Cut"   4:44
7. "Aqua"   4:36
8. "No Fear, No Hate, No Pain (No Broken Hearts)"   5:24
9. "Paint a Rumour"   7:30

| Críticas profissionais | Críticas profissionais |
| Avaliações da crítica  | Avaliações da crítica  |
| Fonte                  | Avaliação              |
| ---------------------- | ---------------------- |
| allmusic               | link                   |
| Robert Christgau       | (B) link               |

## Desempenho nas paradas musicais
| paradas musicais (1983/1984)             | Melhor posição |
| ---------------------------------------- | -------------- |
| Canadá - Canadian Albums Chart           | 3              |
| Países Baixos - Dutch Albums Chart       | 9              |
| França - French Albums Chart             | 20             |
| Alemanha - German Albums Chart           | 9              |
| Nova Zelândia - New Zealand Albums Chart | 1              |
| Noruega - Norwegian Albums Chart         | 8              |
| Suécia - Swedish Albums Chart            | 9              |
| Suíça - Swiss Albums Chart               | 14             |
| Reino Unido - UK Albums Chart            | 1              |
| Estados Unidos - Billboard 200           | 7              |
| Estados Unidos - Billboard R&B Albums    | 35             |